# هاريت نيويل وودز بيكر
هاريت نيويل وودز بيكر (بالإنجليزية: Harriette Newell Woods Baker)‏ هي كاتبة دينية وكاتِبة وكاتبة للأطفال أمريكية، ولدت في 19 أغسطس 1815 في Andover, Massachusetts ‏ في الولايات المتحدة، وتوفيت في 26 أبريل 1893 في بروكلين في الولايات المتحدة.